# Indische Badmintonmeisterschaft 1957/58
Die Indische Badmintonmeisterschaft der Saison 1957/58 fand in Hyderabad statt. Es war die 22. Austragung der nationalen Titelkämpfe im Badminton in Indien.

## Titelträger
| Disziplin    | Sieger                             |
| ------------ | ---------------------------------- |
| Herreneinzel | Trilok Nath Seth                   |
| Dameneinzel  | Prem Prashar                       |
| Herrendoppel | D. N. Dhongade R. D. Vimawala      |
| Damendoppel  | Prem Prashar Sushila Kapadia       |
| Mixed        | Chandrakant Deoras Sushila Kapadia |